# Тайка Вайтіті
Тайка Девід Вайтіті (англ. Taika David Waititi; нар. 16 серпня 1975, Веллінгтон, Нова Зеландія) — новозеландський кінорежисер, сценарист, актор та продюсер. Був номінований на премію «Оскар» 2003 року за короткометражний фільм «Дві машини, одна ніч» та 2020 року — за фільм «Кролик Джоджо». Фільм «Хлопчик» був номінований на гран-прі кінофестивалю Санденс 2010 року. Лауреат премії «Оскар» 2020 року за найкращий адаптований сценарій («Кролик Джоджо»).

## Біографія
Тайка Вайтіті народився 16 серпня 1975 року в місті Веллінгтон в Новій Зеландії. Його батько з народу маорі, а мати — єврейка. Тайка використовував прізвище Коен, прізвище своєї матері, для деяких своїх робіт.
Вайтіті десять років перебував у стосунках з новозеландською актрисою та письменницею Лорен Хорслі. У 2011 році Вайтіті одружився з новозеландською кінопродюсеркою Челсі Вінстенлі. У них є дві дочки: Те Хінекааху (2012 р.н.) і Матева Кірітапу (2015 р.н.). Він і Вінстенлі розлучилися в 2018 році.
З 2021 року Вайтіті перебував у стосунках з британською співачкою Рітою Орою. Влітку 2022 року вони таємно одружились в Лондоні. 

## Громадська позиція
У 2018 підтримав українського режисера Олега Сенцова, незаконно ув'язненого у Росії.

## Фільмографія

### Короткометражні
| Рік  | Назва                                                    | Режисер | Сценарист | Продюсер |
| ---- | -------------------------------------------------------- | ------- | --------- | -------- |
| 2002 | John and Pogo                                            | Так     | Так       | Ні       |
| 2003 | Two Cars, One Night                                      | Так     | Так       | Ні       |
| 2004 | Heinous Crime                                            | Так     | Так       | Ні       |
| 2005 | Tama Tū                                                  | Так     | Так       | Ні       |
| 2005 | What We Do in the Shadows: Interviews with Some Vampires | Так     | Так       | Ні       |
| 2013 | The Captain                                              | Ні      | Так       | Ні       |
| 2016 | Команда Тора                                             | Так     | Так       | Так      |
| 2017 | Команда Тора: Частина 2                                  | Так     | Так       | Так      |
| 2018 | Команда Дерріла                                          | Так     | Так       | Так      |
| 2024 | The Boy & The Octopus                                    | Так     | Ні        | Так      |

### Повнометражні
| Рік  | Назва                      | Режисер | Сценарист | Продюсер |
| ---- | -------------------------- | ------- | --------- | -------- |
| 2007 | Орел проти акули           | Так     | Так       | Ні       |
| 2010 | Хлопчик                    | Так     | Так       | Ні       |
| 2014 | Що ми робимо у тінях       | Так     | Так       | Так      |
| 2016 | Полювання на дикунів       | Так     | Так       | Так      |
| 2017 | Тор: Раґнарок              | Так     | Ні        | Ні       |
| 2019 | Кролик Джоджо              | Так     | Так       | Так      |
| 2022 | Тор: Кохання та грім       | Так     | Так       | Ні       |
| 2023 | Наступний гол — переможний | Так     | Так       | Так      |
| 2026 | Клара і сонце              | Так     | Ні        | Так      |

### Телебачення
| Рік       | Назва                     | Режисер    | Сценарист | Виконавчий продюсер |
| --------- | ------------------------- | ---------- | --------- | ------------------- |
| 2007–2009 | Політ Конкордів           | 4 епізоди  | 2 епізоди | Ні                  |
| 2011      | Супермісто                | 6 епізодів | Ні        | Ні                  |
| 2012      | The Inbetweeners          | 5 епізодів | Ні        | Ні                  |
| 2018–2022 | Паранормальний Веллінгтон | Ні         | Ні        | Так                 |
| 2019–2024 | Чим ми займаємося в тінях | 3 епізоди  | Історія   | Так                 |
| 2019      | Мандалорець               | 1 епізод   | Ні        | Ні                  |
| 2021–2023 | Пси з резервації          | Ні         | 1 епізод  | Так                 |
| 2022–2023 | Наш прапор означає смерть | 1 епізод   | Ні        | Так                 |
| 2024      | Бандити в часі            | 2 епізоди  | 2 епізоди | Так                 |

### Акторські роботи
| Рік       |    | Українська назва                 | Оригінальна назва                                       | Роль                  |
| --------- | -- | -------------------------------- | ------------------------------------------------------- | --------------------- |
| 1999      | ф  |                                  | Scarfies                                                | Алекс                 |
| 2001      | ф  |                                  | Snakeskin                                               | Нельсон               |
| 2002      | с  | Плем'я                           | The Tribe                                               | ковбой (епізод #4.24) |
| 2004      | ф  |                                  | Futile Attraction                                       | офіціант              |
| 2004      | кф |                                  | Toy Boy                                                 | Джек Хаммер           |
| 2005      | кф |                                  | What We Do in the Shadows:Interviews with Some Vampires | Віаґо                 |
| 2007      | ф  | Орел проти акули                 | Eagle vs Shark                                          | Гордон                |
| 2010      | ф  | Хлопчик                          | Boy                                                     | Аламейн               |
| 2011      | ф  | Зелений ліхтар                   | Green Lantern                                           | Томас Калмаку         |
| 2014      | ф  | Що ми робимо у тінях             | What We Do in the Shadows                               | Віаґо                 |
| 2016      | ф  | Полювання на дикунів             | Hunt for the Wilderpeople                               | священник             |
| 2017      | ф  | Тор: Раґнарок                    | Thor: Ragnarok                                          | Корґ                  |
| 2018      | ф  | Сім етапів досягнення блаженства | Seven Stages to Achieve Eternal Bliss                   | Holy Storsh           |
| 2019      | ф  | Месники: Завершення              | Avengers: Endgame                                       | Корґ                  |
| 2019—2023 | с  | Мандалорець                      | The Mandalorian                                         | IG-11 (5 епізодів)    |
| 2019      | с  | Чим ми займаємося в тінях        | What We Do in the Shadows                               | Віаґо (3 епізоди)     |
| 2019      | ф  | Кролик Джоджо                    | Jojo Rabbit                                             | Адольф Гітлер         |
| 2021      | кф | Врятуйте Ральфа                  | Save Ralph                                              | Ральф                 |
| 2021      | кф | Дедпул і Корґ реагують           | Deadpool and Korg React                                 | Корґ                  |
| 2021      | ф  | Загін самогубців 2               | The Suicide Squad                                       | Щуролов               |
| 2021      | ф  | Персонаж                         | Free Guy                                                | Антуан                |
| 2021      | ф  | Котячі світи Луїса Вейна         | The Electrical Life of Louis Wain                       | Макс Кейс             |
| 2021—2024 | мс | Що як…?                          | What If...?                                             | Корґ (4 епізоди)      |
| 2022—2023 | с  | Наш прапор означає смерть        | Our Flag Means Death                                    | Чорна Борода          |
| 2022      | мф | Базз Рятівник                    | Lightyear                                               | Мо Моррісон           |
| 2022      | ф  | Тор: Кохання та грім             | Thor: Love and Thunder                                  | Корґ                  |
| 2023      | ф  | Наступний гол — переможний       | Next Goal Wins                                          | камео                 |
| 2023      | с  | Всесвітня історія, частина 2     | History of the World, Part II                           | Зигмунд Фройд         |
| 2024      | с  | Бандити в часі                   | Time Bandits                                            | Вища Істота           |